# Fran Barac
Fran Barac, hrvaški pedagog, rimskokatoliški duhovnik in teolog, * 26. julij 1872, Šemovci, † 20. september 1940.
Barac je bil rektor Univerze v Zagrebu v študijskem letu 1915/16 in profesor dogmatike na Katoliški teološki fakulteti.